# Férfi 62 kg-os súlyemelés a 2008. évi nyári olimpiai játékokon
A 2008. évi nyári olimpiai játékokon a súlyemelés férfi 62 kg-os versenyszámát augusztus 11-én rendezték.

## Rekordok
A versenyt megelőzően a következő rekordok voltak érvényben:
| Világrekord     | Szakítás    | Si Cse-jung (CHN)     | 153 kg   | İzmir, Törökország | 2002. június 28.     |
| Világrekord     | Lökés       | Le Mao-seng (CHN)     | 182 kg   | Puszan, Dél-Korea  | 2002. október 2.     |
| Világrekord     | Összesített | Csang Csie (CHN)      | 326 kg   | Kanazava, Japán    | 2008. április 28.    |
| Olimpiai rekord | Szakítás    | Si Cse-jung (CHN)     | 152,5 kg | Athén, Görögország | 2004. augusztus 16.  |
| Olimpiai rekord | Lökés       | Olimpiai szabvány     | 177,5 kg |                    |                      |
| Olimpiai rekord | Összesített | Nikolaj Pešalov (CRO) | 325 kg   | Sydney, Ausztrália | 2000. szeptember 17. |

A versenyen új rekord nem született.

## Eredmények
Az eredmények kilogrammban értendők. A rövidítés jelentése a következő:
- DNF: érvényes kísérlet nélkül

### Végeredmény
| H     | Név                     | Nemzet                 | Cs | Súly  | Szakítás | Szakítás | Szakítás | Szakítás | Lökés | Lökés | Lökés | Lökés | Össz. |
| H     | Név                     | Nemzet                 | Cs | Súly  | 1        | 2        | 3        | E        | 1     | 2     | 3     | E     | Össz. |
| ----- | ----------------------- | ---------------------- | -- | ----- | -------- | -------- | -------- | -------- | ----- | ----- | ----- | ----- | ----- |
| Arany | Csang Hsziang-hsziang   | Kína (CHN)             | A  | 61,91 | 139      | 143      | 143      | 143      | 169   | 176   | 184   | 176   | 319   |
| Ezüst | Diego Salazar           | Kolumbia (COL)         | A  | 61,47 | 132      | 136      | 138      | 138      | 163   | 165   | 167   | 167   | 305   |
| Bronz | Taufik Triyatno         | Indonézia (INA)        | B  | 61,90 | 133      | 135      | 135      | 135      | 163   | 163   | 163   | 163   | 298   |
| 4.    | Antoniu Buci            | Románia (ROU)          | A  | 61,66 | 126      | 130      | 130      | 130      | 161   | 165   | 168   | 165   | 295   |
| 5.    | Phaisan Hansawong       | Thaiföld (THA)         | A  | 61,60 | 132      | 135      | 135      | 132      | 162   | 162   | 166   | 162   | 294   |
| 6.    | Lázaro Maikel Ruiz      | Kuba (CUB)             | A  | 61,75 | 128      | 132      | 135      | 132      | 162   | 168   | 168   | 162   | 294   |
| 7.    | Tolkunbek Hudaýbergenow | Türkmenisztán (TKM)    | A  | 61,96 | 126      | 126      | 131      | 126      | 162   | 170   | 170   | 162   | 288   |
| 8.    | Mohammed Abd el-Báki    | Egyiptom (EGY)         | B  | 62,00 | 129      | 129      | 129      | 129      | 155   | 159   | 164   | 159   | 288   |
| 9.    | Yang Sheng-Hsiung       | Tajvan (TPE)           | B  | 61,97 | 125      | 130      | 134      | 130      | 151   | 157   | 163   | 157   | 287   |
| 10.   | Henadz Mahvjajenya      | Fehéroroszország (BLR) | B  | 61,95 | 120      | 128      | 128      | 128      | 150   | 156   | 156   | 150   | 278   |
| 11.   | Manuel Minginfel        | Mikronézia (FSM)       | B  | 61,69 | 115      | 120      | 123      | 120      | 145   | 150   | 155   | 155   | 275   |
| 12.   | Jasvir Singh            | Kanada (CAN)           | B  | 61,67 | 110      | 115      | 118      | 115      | 145   | 151   | 156   | 151   | 266   |
|       | Csi Hunmin              | Dél-Korea (KOR)        | A  | 61,91 | 137      | 140      | 142      | 142      | 161   | 161   | 161   | DNF   | DNF   |
|       | Im Jongszu              | Észak-Korea (PRK)      | A  | 61,60 | 138      | 138      | 140      | 138      | 168   | 168   | 168   | DNF   | DNF   |
|       | Ümürbek Bazarbaýew      | Türkmenisztán (TKM)    | A  | 61,96 | 133      | 136      | 137      | 133      | 160   | 160   | 162   | DNF   | DNF   |
|       | Sərdar Həsənov          | Azerbajdzsán (AZE)     | B  | 61,96 | 128      | 128      | 128      | 128      | 152   | 152   | 152   | DNF   | DNF   |
|       | Oscar Figueroa          | Kolumbia (COL)         | A  | 61,66 | 128      | 128      | 128      | DNF      | -     | -     | -     | DNF   | DNF   |